# Bibstone
Bibstone – wieś w Anglii, w hrabstwie Gloucestershire. Leży 32 km na południowy zachód od miasta Gloucester i 161 km na zachód od Londynu.